# Iwaczków
Iwaczków (ukr. Івачків) – wieś na Ukrainie, w obwodzie rówieńskim, w rejonie rówieńskim, w hromadzie Zdołbica. W 2001 liczyła 1000 mieszkańców, spośród których 998 wskazało jako ojczysty język ukraiński, 1 rosyjski, a 1 białoruski.
W okresie międzywojennym wieś znajdowała się w granicach II RP, wchodząc w skład gminy Zdołbica w powiecie zdołbunowskim, w województwie wołyńskim.